# Tyra Axnér
Tyra Axnér, född 18 mars 2002, är en svensk handbollsspelare som spelar för Metz.
Klubbkarriär
Moderklubben är Lugi HF, och hon gjorde sin första säsong med seniorlaget 2019/20. I november 2020 meddelades att hon skrivit på för danska Herning-Ikast Håndbold med start säsongen 2021/22. Hon spelade där en säsong, och fr o m 2022 för danska Nykøbing Falster HK. Med Nykøbing Falster tog hon silver i EHF European League 2023.
Sedan hösten 2024 spelar Axnér för franska Metz.

## Landslagskarriär
Tyra Axnér var med och tog silvermedalj i U17-EM 2019, där hon även blev invald till All-Star Team som bästa vänsternia. 2021 deltog hon i U19-EM, där Sverige kom på fjärde plats.
Tyra Axnér debuterade i A-landslaget i april 2022, i EM-kval mot Turkiet. Hon gjorde fyra mål i debutmatchen. Hon blev uttagen att delta i EM 2022, vilket blev hennes mästerskapsdebut. Hon gjorde stort avtryck i mästerskapets tredje match mot Danmark. Sverige låg under med 13–5 i halvtid. En bit in i andra halvlek byttes Axnér in, som bara haft några minuters speltid dittills i mästerskapet. Hon gjorde 9 mål på 23 minuter, och lyckades ändra matchbilden för Sverige som till slut förlorade med bara två bollar.

## Privat
Axnér är dotter till handbollstränaren och tidigare handbollsspelaren Tomas Axnér. Hon föddes i Minden i Tyskland då hennes far var aktiv som spelare i GWD Minden. De flyttade till Sverige 2005.